# Républicanisme au Japon
Le républicanisme au Japon est un mouvement visant à changer le statut actuel du Japon d’une monarchie constitutionnelle en une république. Cette position est très minoritaire dans le pays.

## Histoire
- Une république sécessionniste existe de manière éphémère sur le territoire entre 1868 et 1869 : la république d'Ezo.
- Le 21 août 1898, le ministre de l’Éducation Yukio Ozaki prononce un discours jugé républicain, ce qui entraîne sa démission.
- Projet de Constitution de la république populaire du Japon

Les sondages d’opinion sur la monarchie japonaise sont extrêmement rares. À l’occasion de l’accession au trône de l’empereur Naruhito en 2019, une enquête exceptionnelle indique que 75 % des Japonais souhaitent le maintien de la monarchie, tandis que seuls 4 % des sondés se disent désintéressés par la famille impériale. En outre, 90 % des Japonais se disent favorables à la possibilité de voir une femme monter sur le trône.